# Копанский (хутор)
Копанский — хутор в Зимовниковском районе Ростовской области.
Входит в состав Камышевского сельского поселения.

## География
На хуторе имеется одна улица: Копанская.

## Население
Динамика численности населения
| 1926 | 2002 |
| ---- | ---- |
| 272  | 137  |

| 2010 |
| ---- |
| 126  |